# Gruppo del Selcifero Lombardo
Il Gruppo del Selcifero Lombardo è un'unità stratigrafica costituita da sedimenti pelagici databili al Giurassico medio e al Giurassico superiore, a prevalente o forte componente silicea di natura biogenica originata dalla deposizione di radiolari. Si tratta di sedimenti tipici del dominio della Tetide alpina, depostisi in un contesto di crosta oceanica e di margine oceanico passivo.

## Descrizione
Tradizionalmente quest'unità stratigrafica si divide in due formazioni:

### Radiolariti del Selcifero Lombardo
La formazione è costituita in generale da prevalenti selci a radiolari. Si usa suddividere quest'unità in due litozone informali:
generalmente la parte inferiore è costituita da selci policrome (colori dal giallastro al nero ma prevalentemente verde scuro), ben stratificate, in strati da centimetrici a decimetrici con rari interstrati argilloso-silicei verdastri;
la litozona precedente è sostituita verso l'alto da selci rosse in strati discontinui ("mammellonari") e noduli fasciati da marne e calcari marnosi rossi o rosati. Il contenuto di selce tende a diminuire verso l'alto. Raramente nelle selci rosse superiori si rinvengono rostri di belemniti e frammenti di echinodermi e bivalvi pelagici.
Lo spessore delle Radiolariti raggiunge circa 40 m nei contesti bacinali (fino a 60 m circa nel Bacino del Monte Generoso), per ridursi a pochi metri o essere addirittura assenti nelle situazioni di paleoalto.

Alla base delle Radiolariti si trova un livello di argilliti grigio-bluastre di spessore variabile tra pochi centimetri ad alcuni decimetri,  databili al Bajociano inferiore, ricco di materia organica, che costituirebbe un potenziale livello marker di correlazione chemostratigrafica a scala globale e per il quale è stata suggerita la denominazione di "Livello Gaetani".

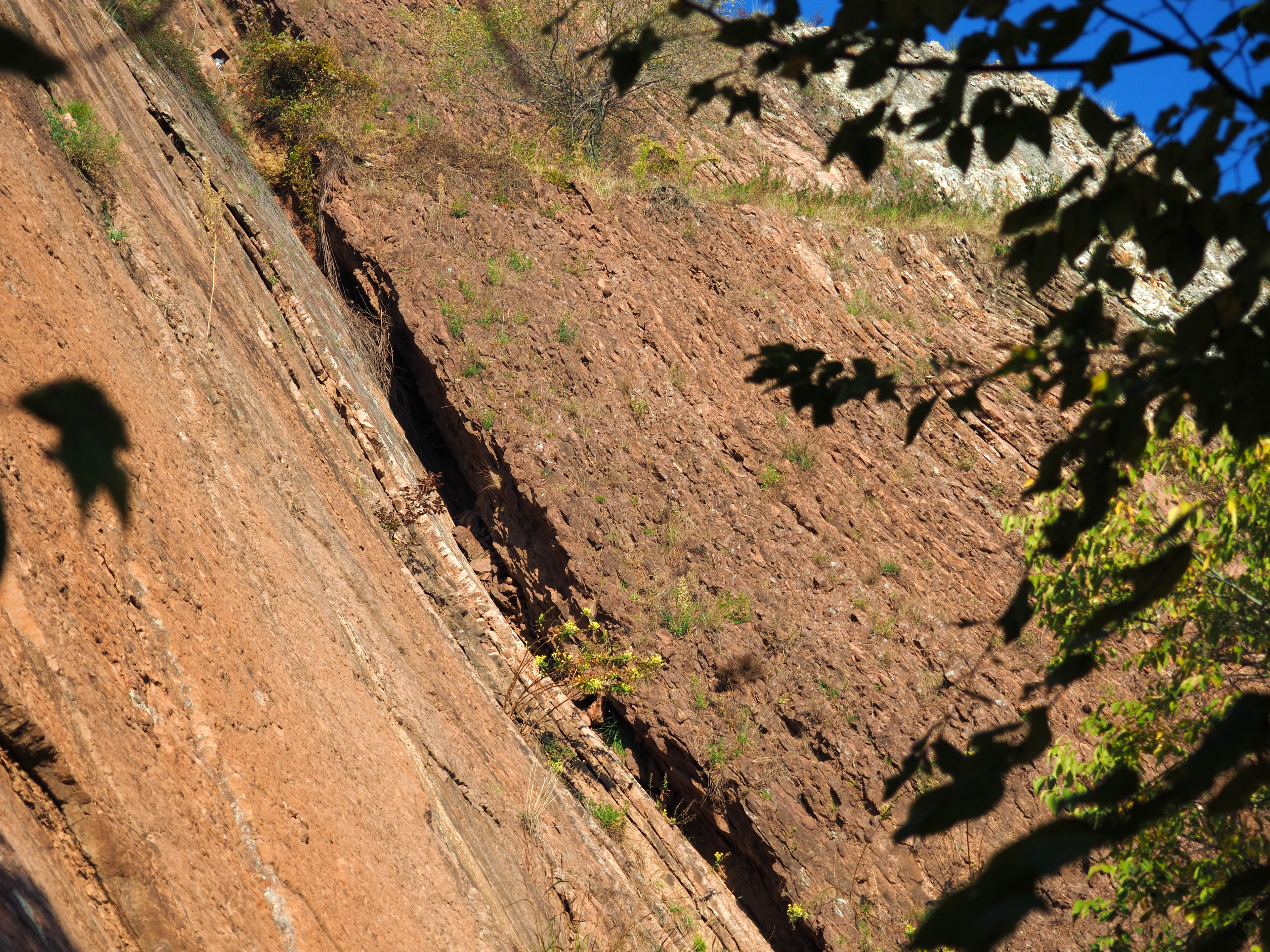
Le Radiolariti del Selcifero Lombardo giacenti sopra il Rosso Ammonitico Lombardo. In questo caso si tratta di una sezione di paleoalto pelagico (Alto dei Corni di Canzo) e abbiamo solo la litozona superiore (radiolariti rosse nodulari e mammellonari). Alta Brianza (Cesana Brianza).
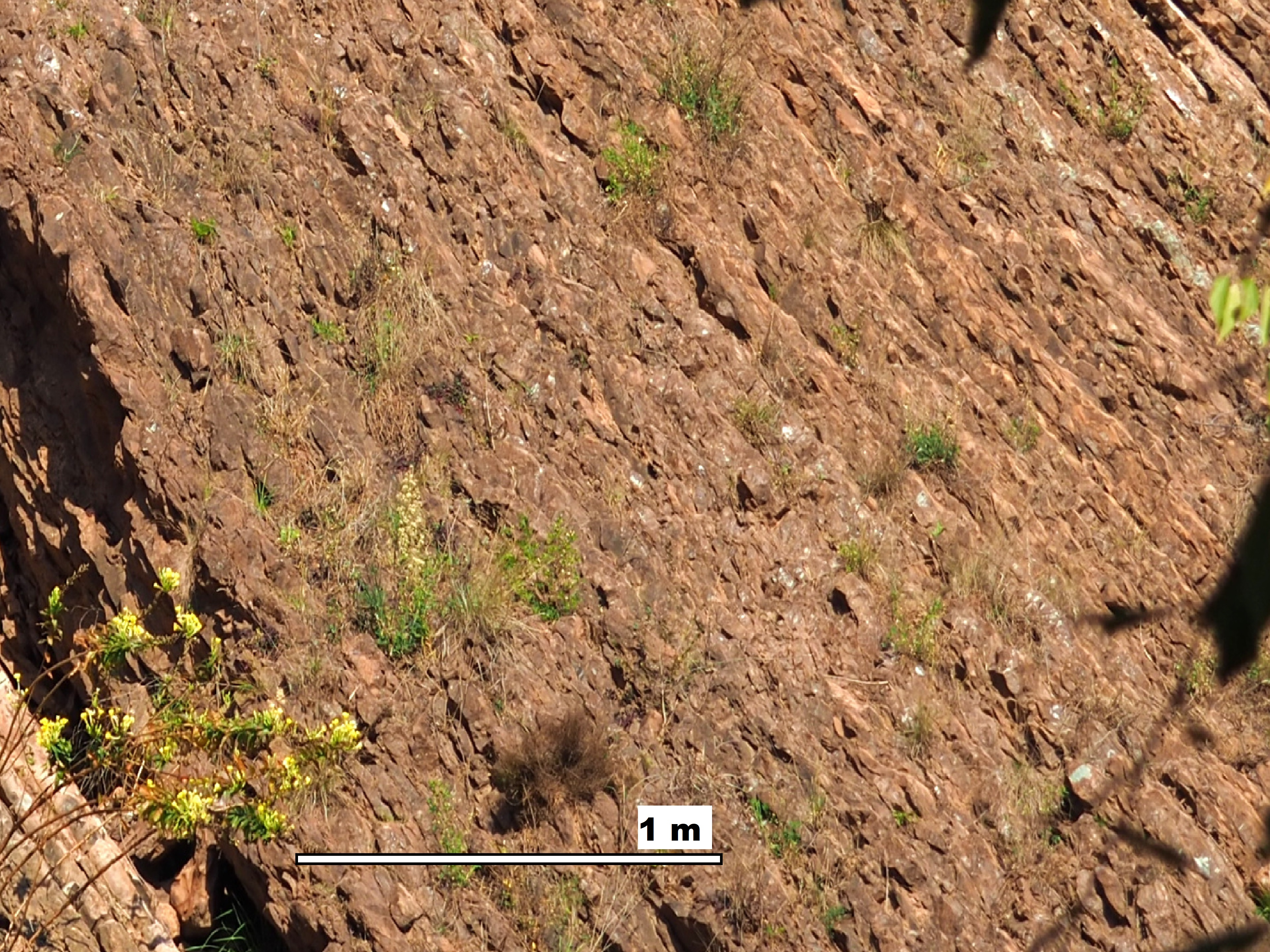
Particolare della litozona a radiolariti rosse nodulari. A sinistra in basso il tetto del Rosso Ammonitico L.; a destra in alto il passaggio al Rosso ad Aptici.

### Rosso ad Aptici
Calcari marnosi da rosso-mattone a rosati, variegati di verde, ben stratificati, con stratificazione sottile (da pochi centimetri a pochi decimetri), con noduli e liste di selce rossa e verde-azzurra e interstrati marnoso-argillosi rosso scuro. Sovente il nucleo degli strati è fortemente silicizzato in forma di liste e allineamenti di noduli e più scuro. Verso l'alto stratigrafico compaiono strati spesso riccamente fossiliferi sulle superfici ad aptici di ammoniti e assai meno frequentemente a rostri di belemniti, piastre di crinoidi pelagici e brachiopodi (genere Pygope). Lo spessore dell'unità è intorno a 30 m, con forti riduzioni sugli alti strutturali. Nella parte medio-alta della formazione sono presenti fenomeni di franamento sottomarino sin-sedimentario (slump). Localmente, in situazioni di alto strutturale (Suello, sezione della Val Varea), possiamo avere calcari nodulari ad ammoniti conservate.
La transizione inferiore con le Radiolariti è graduale ma rapida, per diminuzione della selce rossa e aumento di frequenza e spessore degli interstrati calcareo-marnosi rosati.
Il passaggio superiore alla Maiolica è di norma transizionale e avviene per cambiamento di colore dei termini calcarei da rossi a rosati a bianchi e per diminuzione dei noduli e delle liste di selce, che passa dal colore rosso-arancio prevalente a bruno scuro o bluastro.

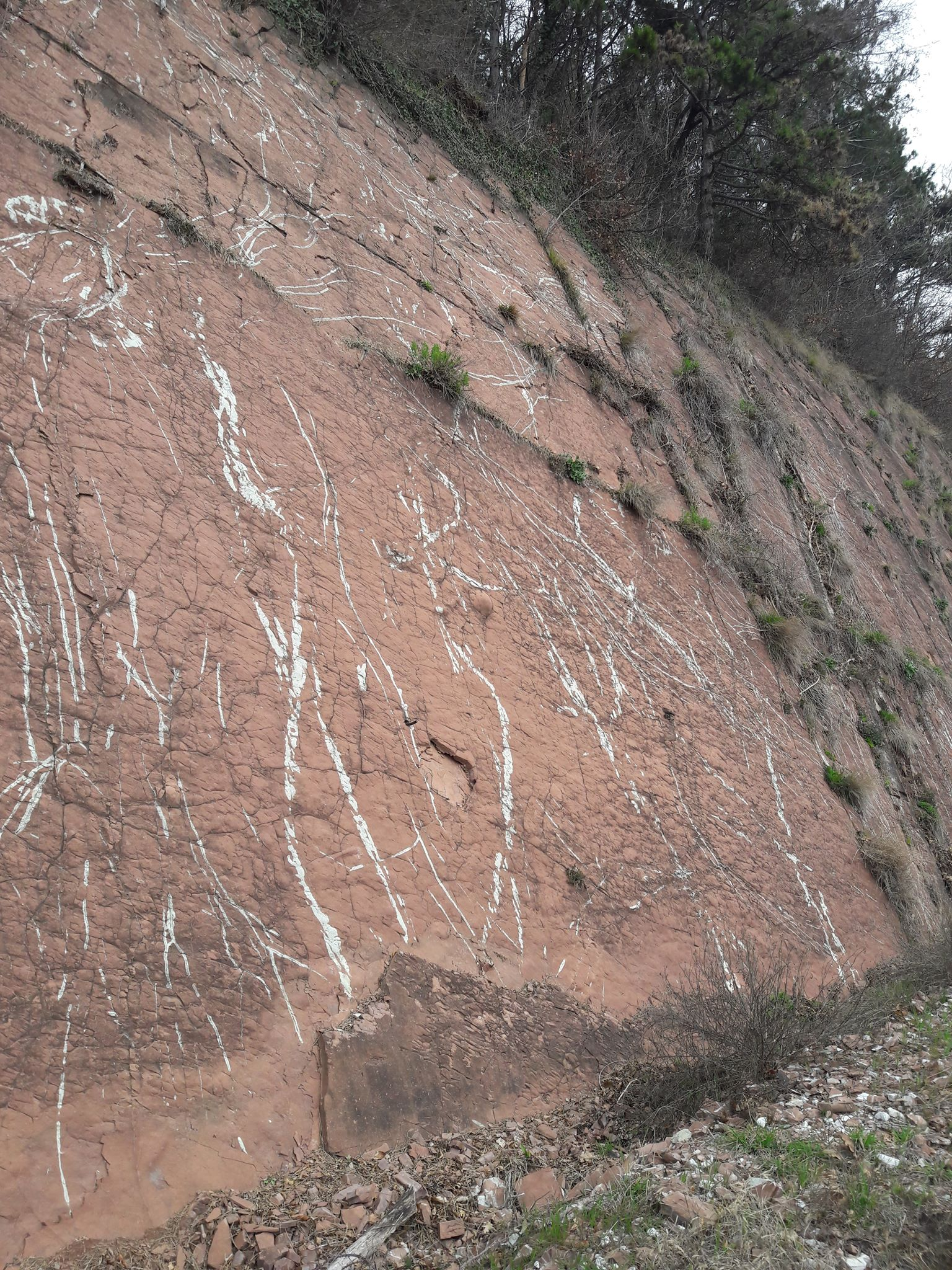
Superfici di strato di Rosso ad Aptici in Alta Brianza
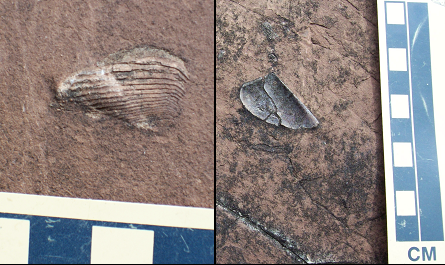
Fossili di aptici dal Rosso ad Aptici, Alta Brianza

### Contenuto micropaleontologico
Il contenuto micropaleontologico, strettamente connesso alla costituzione litologica del gruppo, è costituito soprattutto da radiolari (Nassellaria e Spumellaria) che costituiscono la fonte primaria del materiale siliceo delle Radiolariti. Il nannoplancton calcareo (coccolitofori) è assente o raro nei termini basali del gruppo e tende progressivamente ad aumentare, per divenire dominante nella parte superiore. Nella parte sommitale del Rosso ad Aptici compaiono i tintinnidi, che divengono comuni entro la Maiolica. Si rinvengono anche rari foraminiferi, ostracodi e spicole di poriferi.

## Rapporti stratigrafici e datazione

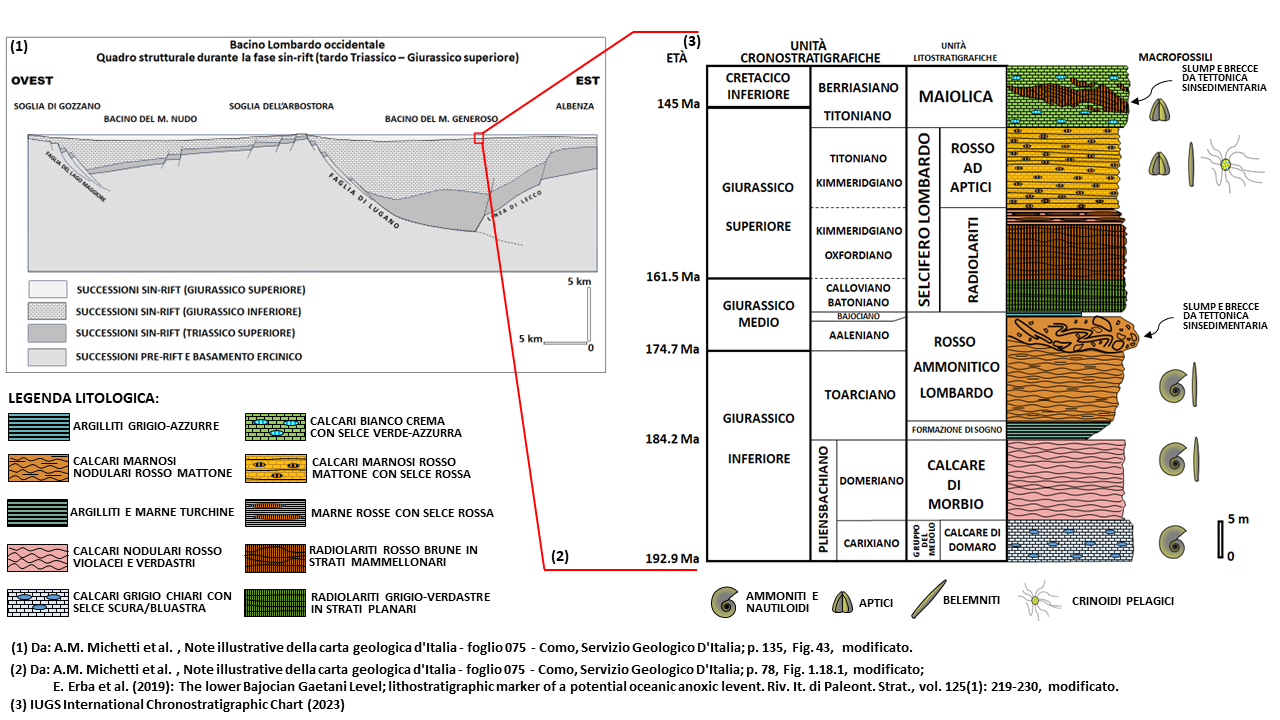
Il Gruppo del Selcifero Lombardo in Lombardia Occidentale (Bacino del Monte Generoso-Paleoalto dei Corni di Canzo).

Entro il Bacino Lombardo, l'unità ha un andamento fortemente influenzato dalla fisiografia a bacini e alti strutturali (horst e graben) determinata dal processo di rift occorso dal Triassico superiore al Giurassico con l'apertura della Tetide occidentale. Gli spessori vanno da pochi metri nei contesti di paleoalto pelagico con sedimentazione fortemente condensata a diverse decine di metri (fino a circa 90 m) nei depocentri dei bacini.
Il Selcifero Lombardo si chiude sia a ovest del Bacino Lombardo, in corrispondenza della sponda lombarda del Lago Maggiore, sia a est, contro un importante lineamento tettonico, la Linea delle Giudicarie. A est della Linea delle Giudicarie si ha un'area che permane per tutto il Giurassico medio-superiore come altofondo pelagico, il cosiddetto Plateau di Trento, in cui gli equivalenti laterali del Selcifero Lombardo sono facies di rosso ammonitico, il Rosso Ammonitico Veronese.
Il Selcifero Lombardo giace su formazioni sia pelagiche che torbidiche bacinali, differenziate a seconda del contesto locale:
- nell'area del Bacino del Monte Nudo e della Soglia dell'Arbostora (parte più occidentale del Bacino Lombardo) abbiamo a letto la Formazione di Valmaggiore, costituita prevalentemente da torbiditi carbonatiche;
- nell'area del Bacino del Monte Generoso e sul paleoalto dei Corni di Canzo il SL giace sopra il Rosso Ammonitico Lombardo;
- nell'area del Bacino dell'Albenza-Paleoalto di Monte Cavallo, poggia sulla Formazione di Sogno, di ambiente pelagico e torbiditico;
- a est di quest'ultimo lineamento fino alla chiusura del Bacino Lombardo (area bresciana orientale e gardesana) abbiamo a letto la Formazione di Concesio, unità costituita prevalentemente da torbiditi carbonatiche.

Ove ha potuto essere riconosciuto e datato, il "Livello Gaetani", che rimarca il limite inferiore del SL, risulta ascrivibile al Bajociano inferiore. L'inizio della sedimentazione delle Radiolariti avviene comunque entro il Bajociano.

Il passaggio dalle Radiolariti al Rosso ad Aptici non ha dei vincoli biostratigrafici molto stretti per la scarsa risoluzione delle forme diagnostiche utilizzabili: si colloca tra l'Oxfordiano medio e il Kimmeridgiano superiore.
In Val Varea (Paleoalto dei Corni di canzo), una fauna conservata ad ammoniti entro calcari nella parte sommitale della formazione documenta il Titoniano medio. Il contatto superiore del Selcifero Lombardo è sempre con la Maiolica, entro il Titoniano superiore, secondo le datazioni basate soprattutto su radiolari e nannoplancton calcareo.IL contatto è generalmente transizionale, come già descritto, ma nelle situazioni di paleoalto pelagico la transizione può essere più rapida e rimarcata da lacune stratigrafiche, brecciole intraformazionali e superfici di hard ground. In tali contesti, entro la parte basale della Maiolica si possono trovare elementi di Selcifero Lombardo risedimentati sotto forma di slump e brecce sinsedimentarie.
Il Selcifero Lombardo è correlabile con facies simili e coeve in Italia centro-meridionale, nell'Appennino umbro-marchigiano e nel lagonegrese.

## Ambiente sedimentario e significato geodinamico

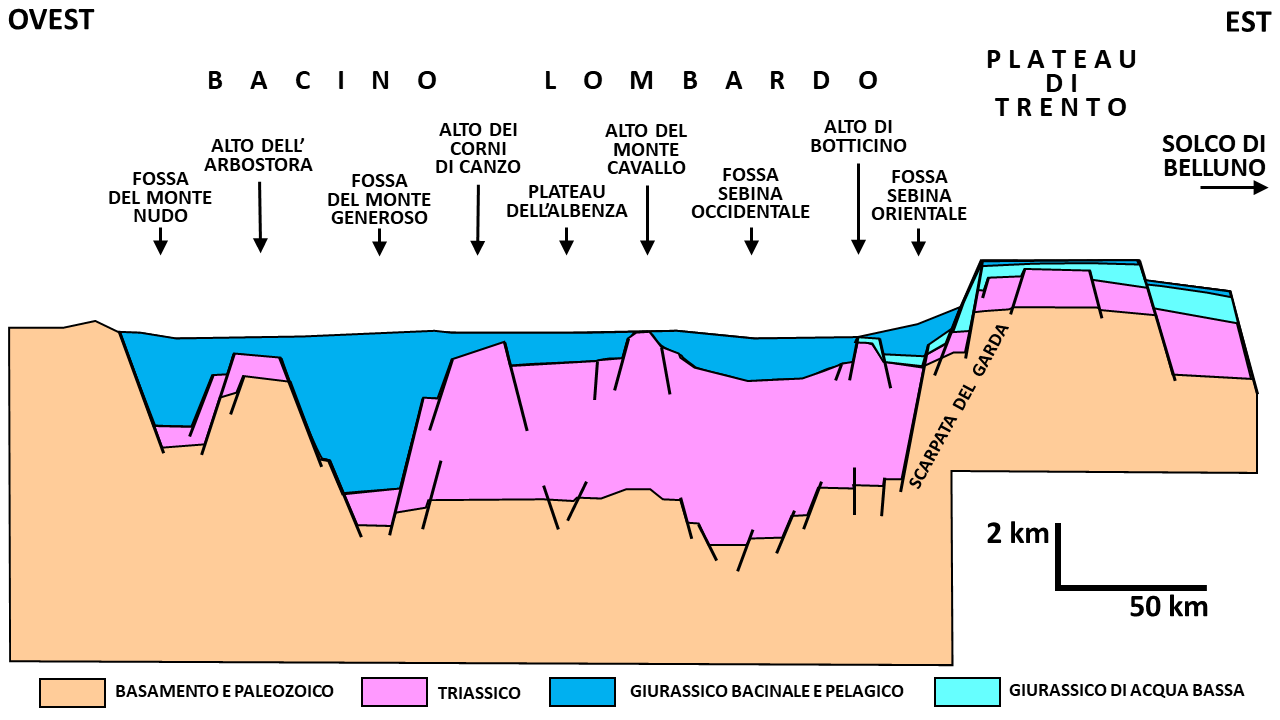
Sezione schematica est-ovest del Bacino Lombardo alla fine del Giurassico. Scale indicative. Il Gruppo del Selcifero Lombardo (non rappresentabile a questa scala) si colloca al limite superiore della serie giurassica.

La sedimentazione del Gruppo del Selcifero Lombardo è strettamente connessa all'apertura del bacino oceanico ligure-piemontese, nella parte più occidentale della Tetide. Dal Triassico superiore (Norico) al Giurassico medio un'intensa fase di rifting ha interessato l'attuale area delle Alpi meridionali, facente parte della microplacca Adria, di pertinenza africana, scomponendo quella che era stata un'area a sedimentazione prevalente di acque basse in facies di piattaforma carbonatica in un bacino (il cosiddetto Bacino Lombardo) in via di approfondimento articolato a sua volta in alti strutturali (horst) e fosse (graben), con la deposizione di sedimenti pelagici o torbiditici di profondità sempre maggiore. Lo sprofondamento del Bacino Lombardo è delimitato a est da un allineamento di faglie normali in corrispondenza della sponda orientale del Lago di Garda e delle Valli Giudicarie, che lo separava da un'area rimasta in facies di piattaforma carbonatica per tutto il Giurassico inferiore, il Plateau di Trento. Non vi è univocità in letteratura sulla determinazione della paleobatimetria di sedimenti pelagici del Giurassico inferiore nella Tetide occidentale, con paleoprofondità che variano a poche decine o centinaia di metri a migliaia di metri, a seconda delle ipotesi basate sul contesto locale; un'ipotesi che ha avuto molto seguito per il Bacino Lombardo centro-occidentale, che eguaglia il livello del mare alla quota del plateau trentino rispetto allo spessore delle serie bacinali lombarde dà profondità intorno a 1000–1500 m nel Toarciano inferiore.

Sezione schematica ipotetica est-ovest dalla Tetide occidentale all'area caraibica attraverso il proto-Atlantico nel tardo Giurassico, con l'indicazione della paleo-circolazione oceanica e della fascia di oscillazione della CCD. Non in scala. Correnti profonde fredde e ricche di nutrienti, provenienti dalla Tetide orientale, innescavano fenomeni di upwelling nella Tetide occidentale che favorivano la produttività dei radiolari. Correnti superficiali depauperate di nutrienti scorrevano verso ovest, mentre il proto-Atlantico centrale, con scarsa comunicazione verso i bacini adiacenti, aveva una circolazione di tipo "lagunare", caratterizzata da forte evaporazione downwelling e stratificazione delle acque; in questo contesto si deponevano soprattutto sedimenti calcareo-pelitici, in parte torbiditici, con componente silicea biogenica poco sviluppata. La propaggine caraibica della Tetide era verosimilmente in comunicazione col Pacifico ed era ugualmente caratterizzata da fenomeni di upwelling.

Dalla parte terminale del Giurassico inferiore-inizio del Giurassico medio (~180-170 Ma) abbiamo le prime evidenze di oceanizzazione nell'area ligure-piemontese e nell'Atlantico centrale, con la generazione di nuova crosta oceanica. In questa fase (Giurassico medio-Cretacico inferiore), che segna l'annegamento del plateau trentino, si deponevano nel Bacino Lombardo serie pelagiche a forte componente silicea biogenica con scarsa subsidenza e tasso di sedimentazione molto basso, strettamente correlabili a serie analoghe presenti nella Tetide occidentale, comprese le sue propaggini più occidentali (Capo Verde e area caraibica), sia sui margini continentali passivi sia sulla crosta oceanica di nuova formazione.
In quest'ultimo contesto, il Selcifero Lombardo è interpretato come il risultato della deposizione di fanghi silicei o calcareo-silicei in aree dominate da correnti oceaniche di upwelling e parziale risedimentazione ad opera di correnti torbide estremamente diluite, in ambiente batipelagico o abissopelagico. Nella parte superficiale della colonna d'acqua soprastante questi sedimenti viveva verosimilmente una ricca fauna a cefalopodi (ammonoidi e belemnoidi) di cui arrivava a sedimentarsi sul fondale post-mortem solamente la parte costituita da calcite, e solo nei termini superiori della successione (Rosso ad Aptici).
Secondo l'interpretazione prevalente il fondale stesso si trovava inizialmente intorno o al di sotto della profondità di compensazione della calcite (CCD: Calcite Compensation Depth), e per questo motivo le parti dure di questi organismi si dissolvevano prima di arrivare a posarsi sul fondale (o comunque prima di poter essere seppellite e quindi potersi fossilizzare). Progressivamente, il fondale si è venuto a trovare entro la fascia (lisoclino) situata tra le superfici di CCD e ACD (Aragonite Compensation Depth). L'aragonite, fase metastabile del carbonato di calcio, è il materiale che costituisce il fragmocono (parte concamerata) della conchiglia dei cefalopodi (ammoniti e belemniti),  ed essendo meno stabile della calcite passa in soluzione a una profondità minore. Gli aptici delle ammoniti e i rostri delle belemniti, così come le piastre dei crinoidi e il guscio dei brachiopodi, che si rinvengono entro il Rosso ad Aptici, sono invece di calcite e potevano quindi arrivare al fondale e fossilizzarsi.
Negli oceani attuali la CCD si trova a una profondità variabile da circa 3500–4500 m (Oceano Pacifico e Oceano Indiano) a 5000 m (Oceano Atlantico) sotto il livello del mare, mentre la ACD si trova mediamente a circa 3000 m al di sopra della CCD (quindi da 500 m a 2000 m circa sotto il livello del mare); tuttavia, le profondità delle superfici di compensazione dei carbonati nel Giurassico medio-superiore non necessariamente coincidevano con quelle attuali, potendo avere nel tempo geologico oscillazioni fino a circa 2000 m. La produttività in silice biogenica è controllata dalla saturazione delle acque in silice e soprattutto dalla disponibilità di nutrienti (fosfati e nitrati) in aree di upwelling determinate dalla circolazione oceanica. Negli oceani attuali l'acqua è generalmente sottosatura in silice, e questo porta alla dissoluzione degli elementi scheletrici del plancton siliceo, eccetto nelle aree di forte upwelling con elevata disponibilità di nutrienti minerali e organici, che per i radiolari sono posizionate soprattutto in zone equatoriali, dove gli scheletri possono arrivare a sedimentarsi in depositi sotto forma di fanghi silicei.

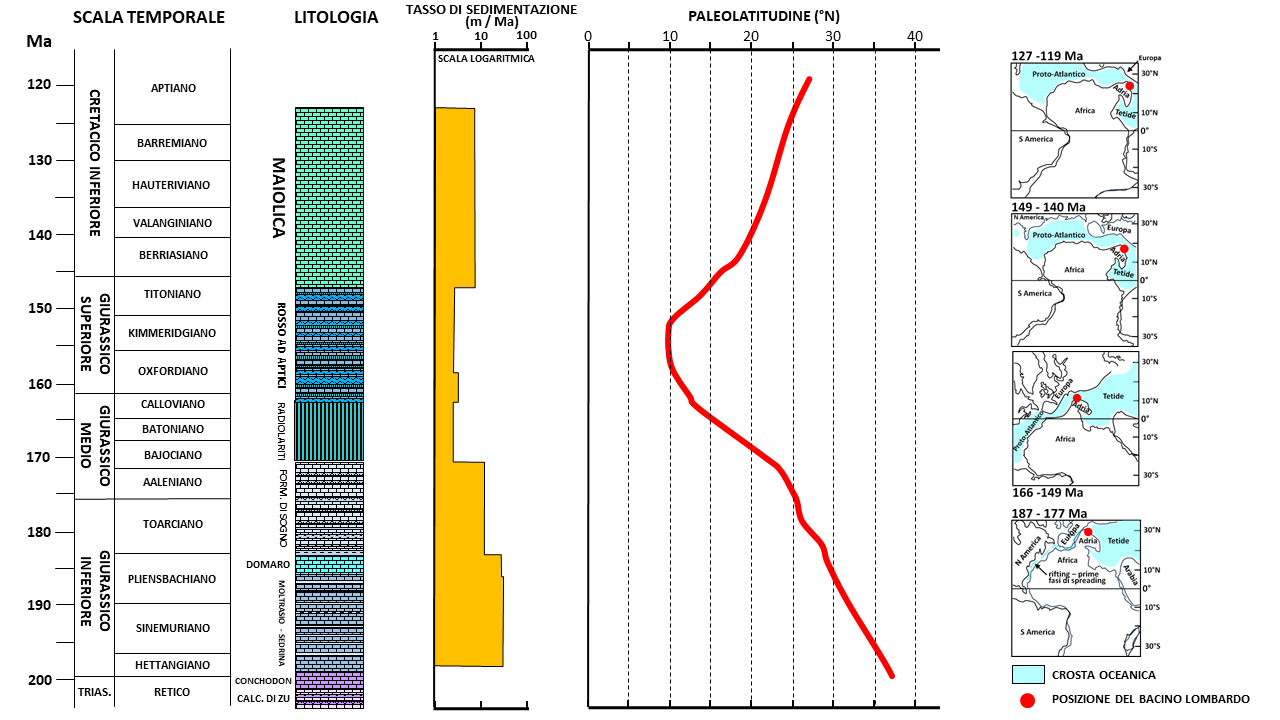
Evoluzione della paleo-latitudine del Bacino Lombardo nel Giurassico (curva rossa). Da dati di paleomagnetismo misurati sulla sezione geologica del Colle di Sogno (Carenno, BG). Nella sequenza di mappe a destra è rappresentata la variazione della posizione del Bacino Lombardo e della placca Adria nel tempo. I valori minimi (vicini alla latitudine equatoriale) corrispondono alla massima diffusione dei sedimenti silicei biogenici e al minimo tasso di sedimentazione, oltre che alle prime fasi di oceanizzazione nella zona ligure-piemontese e nel proto-Atlantico.

La marcata diminuzione del rapporto calcare/silice nella parte inferiore del gruppo (Radiolariti), oltre ad essere condizionata da variazioni della profondità della CCD, era probabilmente controllata dall'aumento della produttività del plancton siliceo in conseguenza del movimento della placca tettonica Adria nel Giurassico medio attraverso paleo-latitudini equatoriali con acque fredde ad alta produttività silicea. Con l'ausilio di dati di paleomagnetismo, è stato ricostruito il dato paleo-latitudinale della sezione geologica di Colle di Sogno (Carenno) dal Giurassico al Cretacico inferiore. Il movimento della placca Adria verso sud per l'apertura della Tedide occidentale e del proto-Atlantico nel corso del Giurassico inferiore-medio avrebbe portato l'area del Bacino Lombardo da latitudini prossime ai 30°-40°N a latitudini intorno a 10°N, in acque equatoriali; al contrario, la variazione successiva verso facies più carbonatiche (Rosso ad Aptici) sarebbe dovuta al fatto che il movimento verso nord della placca l'avrebbe condotta in corrispondenza di acque sub-equatoriali a minore produttività, dominate da forme di nannoplancton calcareo.
Peraltro, la reale profondità di deposizione delle facies radiolaritiche del passato e della CCD, soprattutto del giurassico tetidiano, è stata ed è tuttora in discussione tra gli esperti. Ad una impostazione "classica" elaborata fin dagli anni 1960 del secolo scorso e tuttora molto seguita, che indica profondità dell'ordine dei 2100–2500 m per la Tetide occidentale si contrappongono ipotesi più recenti che indicano per queste facies profondità molto minori (da 150–200 m a circa 500 m), basandosi soprattutto su alcuni elementi rinvenibili in contesti locali (Appennini, Cordigliera Betica, area del plateau trentino) come ripple mark o altre tipologie di laminazioni interpretate come strutture sedimentarie da onda, laminazioni interpretate come stromatoliti e altre strutture simili a fessure di disseccamento, discontinuità stratigrafiche interpretate come paleo-carsismo, presenza in alcune situazioni di elementi faunistici (coralli) di bassa profondità: tutti indizi che porterebbero la paleo-profondità di deposizione entro la zona fotica ed entro l'influenza delle onde di tempesta.

### Esplicative
1. ↑  Una litozona è un'unità litostratigrafica informale basata sulle proprietà delle rocce che caratterizzano un certo intervallo stratigrafico e permettono di differenziarlo rispetto gli intervalli adiacenti, sia in orizzontale che in verticale.
2. ↑  Maurizio Gaetani (1940-2017) è stato Professore di Paleontologia Stratigrafica presso l'Istituto di Geologia - Università degli Studi di Milano. Ha svolto importanti ricerche geologico-stratigrafiche in Italia, nell'area mediterranea e nella catena dell'Himalaya. È stato segretario della Commissione Italiana di Stratigrafia.

### Bibliografiche
1. 1 2  Cita et al. (2006), p. 136.
2. ↑  Cita et al. (2006), p. 147.
3. 1 2  Cita et al. (2006), p. 148.
4. 1 2  Erba et al. (2019).
5. ↑  Cita et al. (2006), pp. 158-159.
6. ↑  Baumgartner (1987), p. 860.
7. 1 2  Michetti et al., p. 82.
8. 1 2 3 4  Cita et al. (2006), p. 159.
9. ↑  Cita et al. (2006), pp. 137, 148,  159.
10. 1 2 3  Cita et al. (2006), p. 137.
11. ↑  Cita et al. (2006), p. 137; p. 140, Allegato A.
12. ↑  Cita et al. (2006), p. 137; pp. 141-146, Allegati B-C.
13. ↑  Cita et al. (2006), pp. 148-149.
14. ↑  Cita et al. (2006), p. 149.
15. ↑  Michetti et al., p. 83.
16. ↑  Erba et al. (2022), pp. 457-458.
17. ↑  Baumgartner (1987), p. 865, fig. 9, modificata.
18. ↑  Ogg et al. (1983), pp. 835-854; fig. 6,34.
19. ↑  Baumgartner (1987), pp. 864-865.
20. ↑  Hosseinpour et al. (2016), pp. 1619, tab. 1.
21. 1 2  Muttoni et al. (2005), pp. 61-62, fig. 2.
22. ↑  Baumgartner (1987), pp. 864-865, fig. 9.
23. ↑  Baumgartner (1987), p. 837, fig. 1; p. 856.
24. ↑  Cita et al. (2006), p. 137, con bibliografia citata.
25. ↑  Woosley (2016), pp. 1-2.
26. ↑  Baumgartner (1987), p. 862.
27. ↑  Muttoni et al. (2005), p. 59.
28. ↑  Muttoni et al. (2005), p. 61, fig. 2, modificata.
29. ↑  Santantonio et al. (1996), pp. 134-164.
30. ↑  Molina et al. (1999), pp. 309-310; 326-327.